# Падилья, Мария

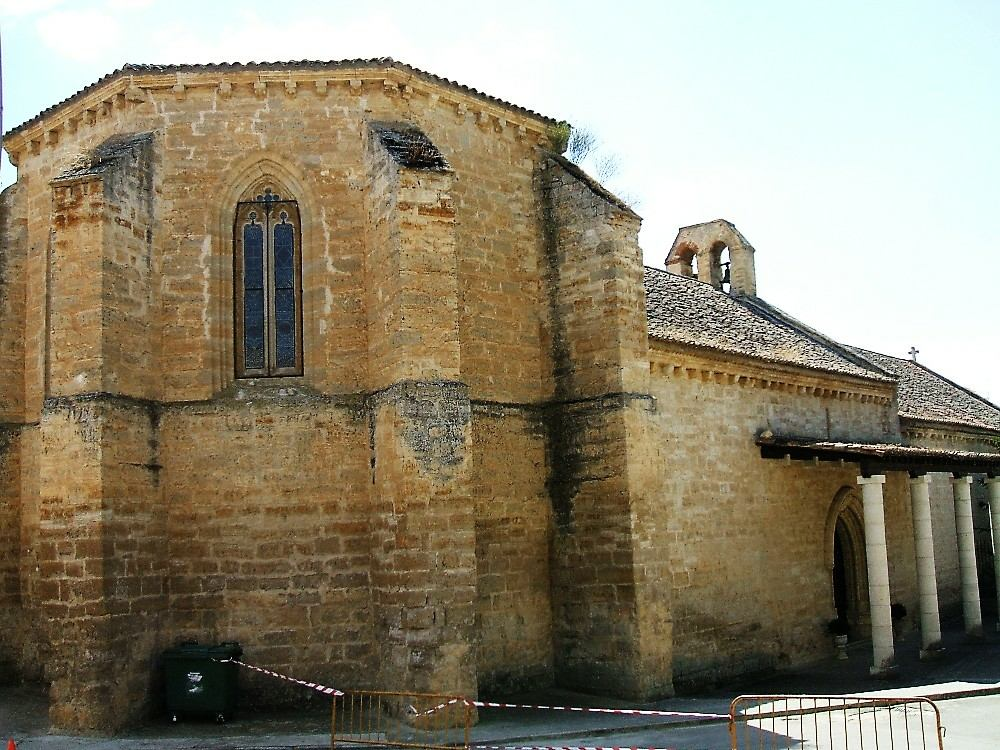
Королевский монастырь Санта-Клара в Астудильо, основанный Марией де Падильей

Мария де Падилья (исп. María de Padilla; около 1334 — июль 1361, Севилья) — фаворитка короля Кастилии Педро I Жестокого.

## Биография
Кастильская дворянка, дочь Хуана Гарсии де Падильи (умер в 1348/1351) и его жены Марии Гонсалес де Хенестроса (умерла после 1356). Её дядя по материнской линии, Хуан Фернандес де Хенестроса, королевский фаворит в 1354—1359 годах, который возвысился после опалы Альфонсо де Альбуркерке и был посредником в примирении Педро Жестокого с его младшим братом Фадрике Альфонсо. Её брат Диего Гарсия де Падилья (умер в 1368) занимал должность великого магистра Ордена Калатравы (1355—1365). Семья Марии де Падильи происходила из Падильи-де-Абахо в окрестностях Кастрохериса в провинции Бургос.
В хрониках Мария де Падилья описывается как очень красивая и умная женщина.
Король Педро Жестокий (1334—1369), правивший в 1350—1366 и 1367—1369 годах, познакомился с Марией летом 1352 года во время военной экспедиции а Астурию против своего восставшего брата Энрике, графа Трастамара. Вероятно, немалую роль в их знакомстве сыграл её дядя по материнской линии, Хуан Фернандес де Хенестроса. В то время Мария воспитывалась в доме Изабель де Менесес, жены влиятельного кастильского дворянина Хуана Альфонсо де Альбуркерке. Они стали любовниками, их отношения продолжались до её смерти, несмотря на браки короля Педро с Бланкой де Бурбон (1339—1361) и Хуаной де Кастро (1340—1374). Благодаря связи Марии с королём Педро её родственники получили крупные и важные должности при дворе.
Будучи сильно привязанным к Марии, Педро I тайно женился на ней в 1353 году. Однако летом того же года мать Педро и знать принудили молодого короля жениться на Бланке Бурбонской, дочери герцога Пьера де Бурбона и кузине короля Франции Иоанна II Доброго, которую Педро оставил вскоре после свадьбы ради Марии. Политические мотивы брака с Бланкой Бурбонской требовали от Педро отрицания того факта, что он уже женат; несмотря на это, его отношения с Падильей продолжались и она родила ему четверых детей. По альтернативной версии, Педро оставил новую супругу через три дня после свадьбы, когда узнал, что у неё был роман с его незаконнорожденным братом Фадрике Альфонсо по пути в Испанию и что её приданое не будет получено.

## Дети
Педро Жестокий и Мария де Падилья имели трёх дочерей и одного сына:
- Беатриса (1354—1369)
- Констанция (1354—1394)
- Изабелла (1355—1392)
- Альфонсо, инфант Кастильский (1359 — 19 октября 1362), наследник престола в 1362 году

Две их дочери вышли замуж за сыновей Эдуарда III Плантагенета, короля Англии: Изабелла стала женой Эдмунда Лэнгли, 1-го герцога Йоркского, а Констанция — Джона Гонта, 1-го герцога Ланкастера, который претендовал на корону Кастилии от имени жены. Дочь Констанции, Екатерина Ланкастерская (1373—1418), в 1393 году вышла замуж за Энрике III Кастильского.

## Смерть и погребение
Мария де Падилья скончалась в июле 1361 года. Причиной смерти, возможно, стала чума. Она была похоронена в королевском монастыре Санта-Клара в Астудильо, который она основала в 1353 году. Вскоре по приказу короля Педро её останки были перезахоронены в Севильском кафедральном соборе вместе с другими членами королевского дома.

## в культуре
- Гаэтано Доницетти, опера «Мария Падилья» (1841)
- Рудольф Готшалль, драма «Мария де Падилья».